# Estrela d'Oeste
Estrela d'Oeste es un municipio brasileño del estado de São Paulo. La ciudad tiene una población de 8.208 habitantes (IBGE/2010). Estrela d'Oeste pertenece a la Microrregión de Fernandópolis.

## Geografía
Se localiza a una latitud 20º17'16" sur y a una longitud 50º24'03" oeste, estando a una altitud de 456 metros. Posee un área de 296,4 km².

### Demografía
Datos del Censo - 2010
Población Total: 8.208
- Urbana: 6.831
- Rural: 1.377
- Hombres: 4.133[7]
- Mujeres: 4.075

Densidad demográfica (hab./km²): 27,69
Mortalidad infantil hasta 1 año (por mil): 10,43
Expectativa de vida (años): 74,42
Tasa de fertilidad (hijos por mujer): 1,96
Tasa de Alfabetización: 87,26%
Índice de Desarrollo Humano (IDH-M): 0,792
- IDH-M Salario: 0,705
- IDH-M Longevidad: 0,824
- IDH-M Educación: 0,848

(Fuente: IPEADATA)

### Carreteras
- SP-320

## Administración
- Prefecto: Aparecida Gomes (2009/2012)
- Viceprefecto: Maria del Carmo Gomes
- Presidente de la cámara: (2009/2010)

## Religión
El Cristianismo está presente en la ciudad de la siguiente manera:

### Iglesia Católica
La iglesia católica del municipio forma parte de la Diócesis de Jales.

### Iglesia Protestante
En la ciudad están presentes las más diversas creencias evangélicas, principalmente pentecostales, incluidas las Asambleas de Dios de Brasil (la iglesia evangélica más grande del país), Congregación Cristiana, entre otras. Estas denominaciones están creciendo cada vez más en todo Brasil.